# Rainer Brummer
Rainer Brummer (* 1942 in Abenberg; † 6. Februar 2021 ebenda) war ein deutscher römisch-katholischer Geistlicher im Bistum Eichstätt.

## Werdegang
Brummer wurde am 29. Juni 1969 im Dom zu Eichstätt durch Bischof Alois Brems zum Priester geweiht. Danach war er als Aushilfsgeistlicher in Monheim, Ingolstadt und Nürnberg-Eibach tätig und wurde 1971 zum Kaplan in Weißenburg ernannt. 1974 kam er als Religionslehrer an das Gnadenthal-Gymnasium in Ingolstadt und wurde zugleich Spiritual am Kloster Gnadenthal. 1975 erfolgte die Ernennung zum Studienrat, 1984 zum Oberstudienrat und 1992 zum Studiendirektor. Nach 23-jähriger Tätigkeit im Schuldienst, zuletzt als stellvertretender Schulleiter, wurde er 1997 zum Leiter der Hauptabteilung Seelsorge/Weiterbildung am Bischöflichen Ordinariat Eichstätt ernannt und in das Eichstätter Domkapitel berufen. Nach 12 Jahren wurde er 2009 Caritasdirektor und Leiter der Hauptabteilung Caritas und Soziales. 2012 ging er in den Ruhestand. Von 1990 bis 2018 war er Diözesanpräses des Eichstätter Mesnerverbandes.
Als Domkapitular lebte Rainer Brummer in Eichstätt.

## Auszeichnungen und Preise
- 2008: Verleihung des Ehrentitel Kaplan Seiner Heiligkeit (Anrede: Monsignore) durch Papst Benedikt XVI.